# НРБ-99
Нормы радиационной безопасности — санитарные нормы, регламентирующие допустимые уровни воздействия ионизирующего излучения и другие требования по ограничению облучения человека, действующие в России.
В России до 1 сентября 2009 года действовали санитарные правила СП 2.6.1.758-99 «Нормы радиационной безопасности (НРБ-99)». Приняты в 1999 году, введены в действие с 1 января 2000 года. Предыдущая редакция — НРБ-96.
С 1 сентября 2009 года вместо НРБ-99 в России введены в действие НРБ-99/2009. СанПиН 2.6.1.2523-09 «Нормы радиационной безопасности  (НРБ-99/2009)».
Годовая эффективная доза облучения за счет нормальной эксплуатации техногенных источников ионизирующего излучения не должна превышать установленных пределов доз, то есть:
- 20 мЗв/год в среднем за любые последовательные 5 лет, но не более 50 мЗв/год — для персонала (группы А);
- 1 мЗв/год в среднем за любые последовательные 5 лет, но не более 5 мЗв/год — для населения.

Другие источники радиации регламентируются отдельно.

## История

### Международные
Открытие рентгеновских лучей и бурное развитие рентгенографии и радиотерапии в начале XX века привели к пониманию опасности ионизирующего излучения. В 1928 году на втором международном конгрессе радиологов был создан «Комитет по защите от рентгеновских лучей и радия», впоследствии преобразованный в Международную комиссию по радиологической защите, которая и сегодня публикует рекомендации по вопросам радиационной защиты. Рекомендации МКРЗ являются основой для руководств и стандартов безопасности Международного агентства по атомной энергии (МАГАТЭ), в частности, Норм по ядерной безопасности МАГАТЭ (англ. Nuclear Safety Standards, NUSS), и служат методологической основой для норм, принимаемых национальными регуляторами.
В 1928 году годовая доза для персонала была ограничена 600 миллизиверт, с 1936 года 300 мЗв, с 1948 года 150 мЗв, с 1959 года 50 мЗв. С 1990 года действует современная рекомендация 20 мЗв.
В 2007 году были приняты очередные фундаментальные рекомендации МКРЗ в виде Публикации 103. Предыдущие были изданы в 1990 году в виде Публикации 60.

### СССР
В СССР, в связи с бурным развитием ядерных технологий, в 1946 году была создана лаборатория для изучения влияния радиации на организм человека и разработки средств лечения и защиты, на базе которой вскоре был образован Институт биофизики Минздрава СССР (ныне Федеральный медицинский биофизический центр имени А. И. Бурназяна Федерального медико-биологического агентства России). В 1948 году были утверждены «Общие санитарные нормы и правила по охране здоровья работающих на объектах комбината № 817» (ныне ПО «Маяк»), а в 1950 году изданы «Временные общие санитарные нормы и правила по охране здоровья работающих с радиоактивными веществами». Эти нормы оговаривали максимальные дозовые нагрузки до 0,1 рентген/сутки (1 миллизиверт/сутки) или до 30 Р/год (300 мЗв/год). При аварийных работах допускалась разовая нагрузка до 25 Р за 15 мин, после которой следовало отстранение от дальнейшей работы на радиационно опасных объектах. Впоследствии нормативы стали пересматривать в сторону ужесточения и уточнять в соответствии с особенностями биологического действия ионизирующих излучений, типов источника излучения и сферы деятельности.
В 1952 году в СССР была организована «Комиссия по допустимым уровням воздействия радиационных факторов» (позднее Национальная комиссия по радиационной защите при Минздраве СССР (НКРЗ), с 1992 года Российская научная комиссия по радиационной защите (РНКРЗ)). Комиссия, Институт биофизики и другие ведомства СССР разрабатывали и поддерживали актуальность трех базовых линеек документов, касающихся радиационной безопасности:
- Нормы радиационной безопасности (НРБ-69, НРБ-76, НРБ-76/87[8], НРБ-99, НРБ-99/2009[9]).
- Санитарные правила работы с радиоактивными веществами и источниками ионизирующих излучений (СП № 333‑60 (1960 год), ОСП-72 (1972 год), ОСП-72/80 (1980 год)[10], ОСП-72/87 (1987 год)[11], ОСПОрБ‑99 (2000 год)[12]).
- Санитарные правила обращения с радиоактивными отходами (СП № 477-64 (1964 год), СПОРО-85 (1985 год)[13], СПОРО-2002 (2002 год)[14])

На основании базовых документов создаются отраслевые нормы радиационной безопасности, например:
- Санитарные правила проектирования и эксплуатации атомных электростанций (СП 38/3—68, СП АЭС—79, СП АЭС—88/93, СП АС-03[15]).

### Российская Федерация
В 1996 году принимается Федеральный закон № 3-ФЗ «О радиационной безопасности населения».